# Мамія II Дадіані
Мамія II Дадіані (груз. მამია II დადიანი; д/н — 1414) — еріставі Одіши (Мегрелії) у 1396—1414 роках.

## Життєпис
Син Вамека I, еріставі Одіши. Спадкував владу і землі 1396 року. Невдовзі до Імереті повернувся претендент Костянтин, який оголосив себе царем. Після запеклого протистояння 1401 року у битві при Чалагані Мамія II завдав рішучої поразки Костянтинові, який загинув. За цим рушив до кутаїсі. В цей час імеретські азнаурі перейшли на бік Дадіані, змусивши спадкоємця Костянтина — Деметре — зректися претензій на владу й підкоритися царю Георгію VII, внаслідок чого Грузію знову було об'єднано. За це отримав права на еріставство Цхумі в Абхазії.
В подальшому набув значної влади в Імереті при фактично номінальному керуванні батонішвілі (царевича) Георгія, син царя Костянтина I.
Водночас у 1410-х роках стикнувся з просуванням у гірських районів абхазьких племен, що здійснювали розбійницькі напади в районі Кодорі та Цхумі. 1414 року під час одного з походів проти них Мамія II загинув. Йому спадкував старший син Ліпарит I.

## Родина
- Ліпарит (д/н—1470), еріставі Одіши
- Вамек (д/н—1482), еріставі Одіши